# Oscar Dias Corrêa Júnior
Oscar Dias Corrêa Júnior (Belo Horizante, 14 de agosto de 1949) é um advogado e político brasileiro do estado de Minas Gerais. Foi deputado estadual de Minas Gerais durante a 9ª legislatura (1979 - 1983), pelo MDB.

Oscar Dias Corrêa Júnior é filho do também deputado estadual de Minas Gerais, Oscar Dias Corrêa.